# Bergerac sec (AOC)
Appellation viticole du Sud-Ouest français, alors qu'elle n'est qu'un prolongement des vignobles bordelais. 
On y trouve des blancs secs, à base de sémillon, de sauvignon et de muscadelle. Frais, ils sont généralement destinés à être bus jeunes. Néanmoins, certains producteurs en font des vins capables de rivaliser avec ceux de l'AOC Graves. 
Les blancs moelleux, issus des mêmes terroirs, portent l'appellation Côtes de Bergerac.